# The Widow's Children
The Widow's Children è un cortometraggio muto del 1914. Il nome del regista non viene riportato nei credit del film che, ambientato nel West e prodotto dalla Reliance Film Company, aveva come interpreti Julia Mackley, suo marito Arthur Mackley, Elmer Clifton e le sorelline Beulah e Thelma Burns.

## Trama
Nel suo piccolo ranch, la vedova Kelton lavora duramente dalla mattina alla sera per guadagnarsi il pane e provvedere ai suoi bambini. La Mountain Water Company, che sta attraversando i suoi terreni per provvedere a una linea di recinzione, scopre un fienile che sta bloccando i lavori. L'ispettore, che non riesce a convincerla, dà fuoco all'edificio e uno dei bambini si getta tra le fiamme per salvare i cavalli. Viene salvato dal sovrintendente che riporta il piccolo alla madre. L'episodio fa nascere un tenero idillio tra lui e la vedova che li porterà alla fine al matrimonio.

## Produzione
Il film fu prodotto dalla Reliance Film Company.

## Distribuzione
Distribuito dalla Mutual, il film uscì nelle sale cinematografiche degli Stati Uniti l'11 novembre 1914.